# 杨子恒

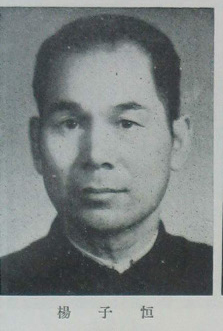
杨子恆近照

杨渠统（1898年11月12日—1961年11月4日），字子恒，甘肃灵台上良乡杨家庄人，民盟中央委员、第一届全国人大代表。

## 生平
杨虎城的陕军第十七师第四十九旅杨渠统部。该部是1929年杨虎城在河南南阳作战时收编的部队。1931年11月，陇东土军阀、甘军新编第13师师长陈珪璋与杨虎城部孙蔚如第17师及下属的杨渠统第49旅、段象武第50旅联兵西进夺取甘肃省政。在定西巉口镇与西北军恶战一场取胜。1931年12月1日联军进占兰州。孙蔚如以甘肃宣慰使兼甘肃省主席身份入主省政，统揽甘肃军政大权，命杨渠统为兰州警备司令，陈珪璋无职无名住进了省政府西花园。1932年2月20日(农历正月十五元宵节)晚，陈珪璋应邢启堂邀请，带几名卫士到佛照楼玩牌赏灯，杨渠统部特务营长杜耀宗率数十名士兵冲进佛照楼，声称抓逃兵，挟持陈珪璋去甘肃省警备司令部谈话。陈珪璋被挟持到甘肃省政府被活埋于西花园枯井中。是夜，陈珪璋在兰州部队在毫无准备的情况下被包围解决，并封锁消息。2月21日夜，杨渠统旅留驻平凉黄照华团偷袭陈珪璋部平凉驻军，陈珪璋部仓促应战，天将明时，均被缴械。平凉遂被孙部占领。陈珪璋部驻灵台之第一旅，驻西峰之第五旅及留守泾川之第三旅，共计约五六千人逃往庆阳一带。后第一旅被杨渠统收编，旅长谢绍安“解甲归田”，第五旅往陇西投奔鲁大昌。杨渠统以陇东绥靖司令名义，驻防平凉。1934年10月蒋介石为削弱杨虎城的势力，把第49旅改编为新编第5师，师长杨渠统，调河南省漯河归刘峙节制。1935年夏改称第167师，师长杨渠统，辖2旅4个步兵团。第499旅旅长晁广顺，团长刘志勘、仇良明；第501旅旅长薛蔚英（黄埔一期第四队），团长高紫岳、岳铁僧。1937年9月至1938年2月任第五十军军长。1938年2月军长杨渠统因为阻挠从该军调出第167师，当场扣押褫夺军长职，该军番号撤消。1938年3月第167师调入第十六军。对该师加以改造，进了一大批黄埔生，团、营、连军官大幅调整中央化。1938年6月24日，第167师在武汉会战长江马当要塞作战，师长薛蔚英就提出要走小路增援马当，走山区小路晚到2天，贻误战机。7月2日，奉令后撤整理。被撤销师番号。1938年8月15日师长薛蔚英因“赴援马当，托故迟延，不听指挥”被军法枪决。所部被第七十九军第118师（师长王严）收编，融入土木系骨干部队。
中华人民共和国成立后，任甘肃省人民政府委员、甘肃省交通厅厅长、民盟中央委员。1954年，当选第一届全国人民代表大会代表。